# Arnošt Samek
Arnošt Samek (26. října 1953 – 19. února 2011) byl český fotbalový brankář.

## Hráčská kariéra
V československé lize chytal za TŽ Třinec. Nastoupil v 1 ligovém utkání.

## Ligová bilance
| Ročník                                   | Zápasy | Góly | Klub      |
| ---------------------------------------- | ------ | ---- | --------- |
| 1. československá fotbalová liga 1971/72 | 1      | 0    | TŽ Třinec |
| CELKEM 1. liga                           | 1      | 0    |           |